# فهرست رکوردها و آمارهای باشگاه فوتبال منچستر یونایتد

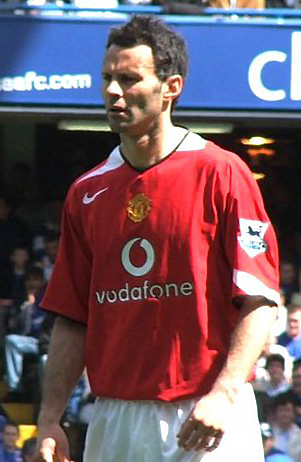
رایان گیگز؛ رکورددار تعداد بازی در منچستر یونایتد

باشگاه فوتبال منچستر یونایتد یک باشگاه فوتبال انگلیسی است که در الدترافورد، منچستر بزرگ واقع شده‌است. این باشگاه با نام نیوتون هیث در سال ۱۸۷۸ تأسیس شد و از سال ۱۸۸۵ تبدیل به یک باشگاه حرفه‌ای شد. به دنبال ورشکستگی باشگاه در سال ۱۹۰۱، مدیریت تیم دچار تغییر شد و نام تیم نیز به منچستر یونایتد تغییر کرد. این تیم از سال ۱۹۷۵ همواره در سطح اول فوتبال انگلستان حضور داشته و در سال ۱۹۵۶ به عنوان اولین تیم انگلیسی در مسابقات اروپایی شرکت کرد.

## افتخارات

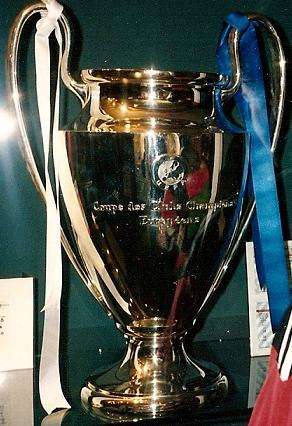
جام لیگ قهرمانان اروپا که منچستر یونایتد در سال ۱۹۹۹ آن را به دست آورد

فهرست ۶۸ جام منچستر یونایتد به شرح زیر می‌باشد.
افتخارات داخلی:
| عنوان            | قهرمانی | نائب قهرمانی |
| ---------------- | --- | --- |
| لیگ برتر         | ۲۰ قهرمانی: (رکورد) ۱۹۰۸، ۱۹۱۱، ۱۹۵۲، ۱۹۵۶ ۱۹۵۷، ۱۹۶۵، ۱۹۶۷، ۱۹۹۳ ۱۹۹۴، ۱۹۹۶، ۱۹۹۷، ۱۹۹۹ ۲۰۰۰، ۲۰۰۱، ۲۰۰۳، ۲۰۰۷ ۲۰۰۸، ۲۰۰۹، ۲۰۱۱، ۲۰۱۳      | ۱۶ نائب قهرمانی: (رکورد) ۱۹۴۷، ۱۹۴۸، ۱۹۴۹، ۱۹۵۱ ۱۹۵۹، ۱۹۶۴، ۱۹۶۸، ۱۹۸۰ ۱۹۸۸، ۱۹۹۲، ۱۹۹۵، ۱۹۹۸ ۲۰۰۶، ۲۰۱۰، ۲۰۱۲، ۲۰۱۸ |
| جام حذفی         | ۱۳ قهرمانی: ۱۹۰۹، ۱۹۴۸، ۱۹۶۳، ۱۹۷۷ ۱۹۸۳، ۱۹۸۵، ۱۹۹۰، ۱۹۹۴ ۱۹۹۶، ۱۹۹۹، ۲۰۰۴، ۲۰۱۶، ۲۰۲۴                                                      | ۸ نائب قهرمانی: (رکورد) ۱۹۵۷، ۱۹۵۸، ۱۹۷۶، ۱۹۷۹ ۱۹۹۵، ۲۰۰۵، ۲۰۰۷، ۲۰۱۸                                                |
| جام اتحادیه      | ۶ قهرمانی: ۱۹۹۲، ۲۰۰۶، ۲۰۰۹، ۲۰۱۰ ۲۰۱۷، ۲۰۲۳                                                                                                | ۴ نائب قهرمانی: ۱۹۸۳، ۱۹۹۱، ۱۹۹۴، ۲۰۰۳                                                                               |
| سوپرکاپ انگلستان | ۲۱ قهرمانی: (رکورد) ۱۹۰۸، ۱۹۱۱، ۱۹۵۳، ۱۹۵۷ ۱۹۵۸، ۱۹۶۶، ۱۹۶۸، ۱۹۷۸ ۱۹۸۴، ۱۹۹۱، ۱۹۹۴، ۱۹۹۵ ۱۹۹۷، ۱۹۹۸، ۲۰۰۴، ۲۰۰۸ ۲۰۰۹، ۲۰۱۱، ۲۰۱۲، ۲۰۱۳ ۲۰۱۶ | ۹ نائب قهرمانی: (رکورد) ۱۹۴۸، ۱۹۶۳، ۱۹۸۵، ۱۹۹۹ ۲۰۰۰، ۲۰۰۱، ۲۰۰۲، ۲۰۰۵ ۲۰۱۰                                           |

افتخارات بین‌المللی و اروپایی:
| عنوان              | قهرمانی                     | نائب قهرمانی     |
| ------------------ | --------------------------- | ---------------- |
| جام باشگاه‌های جهان | ۱ قهرمانی: ۲۰۰۸             |                  |
| جام بین قاره ای    | ۱ قهرمانی: ۱۹۹۹             | ۱۹۶۸             |
| چمپیونز لیگ        | ۳ قهرمانی: ۱۹۶۸، ۱۹۹۹، ۲۰۰۸ | ۲۰۰۹، ۲۰۱۱       |
| لیگ اروپا          | ۱ قهرمانی: ۲۰۱۷             |                  |
| سوپرکاپ اروپا      | ۱ قهرمانی: ۱۹۹۱             | ۱۹۹۹، ۲۰۰۸، ۲۰۱۷ |
| جام در جام اروپا   | ۱ قهرمانی: ۱۹۹۱             |                  |

## رکوردهای بازیکنان
- جوان‌ترین بازیکن: دیوید گسکل – با ۱۶ سال و ۱۹ روز (در بازی جام خیریه مقابل منچستر سیتی به میدان رفت، ۲۴ اکتبر ۱۹۵۶)[۱]
- مسن‌ترین بازیکن: بیلی مردیث – با ۴۶ سال و ۲۸۱ روز سن (در مقابل دربی کانتی برای منچستر یونایتد بازی کرد، ۷ مه ۱۹۲۱)[۲]
- مسن‌ترین بازیکن بعد از جنگ جهانی دوم: ادوین ون در سار – با ۴۰ سال و ۲۱۱ روز سن (در فینال لیگ قهرمانان اروپا مقابل بارسلونا، ۲۸ مه ۲۰۱۱)[۳]
- بیشترین بازی متوالی در لیگ: ۲۰۶ – استیو کوپل، ۱۵ ژانویه ۱۹۷۷ – ۷ نوامبر ۱۹۸۱[۴]
- کوتاه‌ترین حضور: ۱۱ ثانیه – کریس اسمالینگ (در بازی با نورویچ سیتی، ۲۶ فوریه ۲۰۱۲)[۵]

### بیشترین تعداد بازی
فقط بازی‌های رسمی ذکر شده. تعداد دفعاتی که به عنوان ذخیره به میدان آمده‌اند، در پرانتز آمده.
آخرین به‌روزرسانی: ۱۳ ژوئیه ۲۰۲۰
|    | نام          | سال‌های بازی         | لیگ       | جام حذفی | جام اتحادیه | اروپا    | دیگر جام‌ها | مجموع     |
| -- | ------------ | ------------------- | --------- | -------- | ----------- | -------- | ---------- | --------- |
| ۱  | رایان گیگز   | ۱۹۹۱–۲۰۱۴           | ۶۷۲ (۱۱۶) | 0۷۴ (۱۲) | 0۴۱ 0(۶)    | ۱۵۷ (۲۳) | 0۱۹ 0(۳)   | ۹۶۳ (۱۶۰) |
| ۲  | بابی چارلتون | ۱۹۵۶–۱۹۷۳           | ۶۰۶ 0(۲)  | 0۷۸ 0(۰) | 0۲۴ 0(۰)    | 0۴۵ 0(۰) | ۰۰۵ 0(۰)   | ۷۵۸ ۰۰(۲) |
| ۳  | پل اسکولز    | ۱۹۹۴–۲۰۱۱ ۲۰۱۲–۲۰۱۳ | ۴۹۹ (۹۵)  | 0۴۹ (۱۷) | 0۲۱ 0(۷)    | ۱۳۴ (۲۱) | 0۱۵ 0(۱)   | ۷۱۸ (۱۴۱) |
| ۴  | بیل فولکس    | ۱۹۵۲–۱۹۷۰           | ۵۶۶ 0(۳)  | 0۶۱ 0(۰) | ۰۰۳ 0(۰)    | 0۵۲ 0(۰) | ۰۰۶ 0(۰)   | ۶۸۸ ۰۰(۳) |
| ۵  | گری نویل     | ۱۹۹۲–۲۰۱۱           | ۴۰۰ (۲۱)  | 0۴۷ 0(۳) | 0۲۵ 0(۲)    | ۱۱۷ 0(۸) | 0۱۳ 0(۲)   | ۶۰۲ 0(۳۶) |
| ۶  | وین رونی     | ۲۰۰۴–۲۰۱۷           | ۳۹۳ 0(۳۹) | ۰۴۰ 0(۷) | ۰۲۰ 0(۷)    | ۰۹۸ 0(۸) | 00۸ 0(۱)   | ۵۵۹ 0(۶۲) |
| ۷  | الکس استپنی  | ۱۹۶۶–۱۹۷۸           | ۴۳۳ 0(۰)  | 0۴۴ 0(۰) | 0۳۵ 0(۰)    | 0۲۳ 0(۰) | ۰۰۴ 0(۰)   | ۵۳۹ ۰۰(۰) |
| ۸  | تونی دان     | ۱۹۶۰–۱۹۷۳           | ۴۱۴ 0(۰)  | 0۵۵ 0(۱) | 0۲۱ 0(۰)    | 0۴۰ 0(۰) | ۰۰۵ 0(۰)   | ۵۳۵ ۰۰(۱) |
| ۹  | دنیس اروین   | ۱۹۹۰–۲۰۰۲           | ۳۶۸ (۱۲)  | 0۴۳ 0(۱) | 0۳۱ 0(۳)    | 0۷۵ 0(۲) | 0۱۲ 0(۰)   | ۵۲۹ 0(۱۸) |
| ۱۰ | جو اسپنس     | ۱۹۱۹–۱۹۳۳           | ۴۸۱۰۰(۰)  | ۰۲۹0(۰)  | ۰۰۰ 0(۰)    | ۰۰۰ 0(۰) | ۰۰۰ 0(۰)   | ۵۱۰ ۰۰(۰) |

### بهترین گلزنان تاریخ باشگاه
در پرانتز تعداد بازی‌ها ذکر شده که شامل دفعاتی که به عنوان یار ذخیره به میدان آمده‌اند هم می‌شود.
آخرین به‌روزرسانی: ۱۳ ژوئیه ۲۰۲۰
|    | نام          | سال‌های بازی         | لیگ       | جام حذفی  | جام اتحادیه | اروپا     | دیگر جام‌ها | مجموع     |
| -- | ------------ | ------------------- | --------- | --------- | ----------- | --------- | ---------- | --------- |
| ۱  | وین رونی     | ۲۰۰۴–۲۰۱۷           | ۱۸۳ (۳۹۳) | ۰۲۲ 0(۴۰) | 00۵ 0(۲۰)   | 0۳۹ 0(۹۸) | 00۴ ۰۰(۸)  | ۲۵۳ (۵۵۹) |
| ۲  | بابی چارلتون | ۱۹۵۶–۱۹۷۳           | ۱۹۹ (۶۰۶) | 0۱۹ 0(۷۸) | ۰۰۷ 0(۲۴)   | 0۲۲ 0(۴۵) | ۰۰۲ ۰۰(۵)  | ۲۴۹ (۷۵۸) |
| ۳  | دنیس لا      | ۱۹۶۲–۱۹۷۳           | ۱۷۱ (۳۰۹) | 0۳۴ 0(۴۶) | ۰۰۳ 0(۱۱)   | 0۲۸ 0(۳۳) | ۰۰۱ ۰۰(۵)  | ۲۳۷ (۴۰۴) |
| ۴  | جک رولی      | ۱۹۳۷–۱۹۵۵           | ۱۸۲ (۳۸۰) | 0۲۶ 0(۴۲) | ۰۰۰ ۰۰(۰)   | ۰۰۰ ۰۰(۰) | ۰۰۳ ۰۰(۲)  | ۲۱۱ (۴۲۴) |
| ۵  | دنیس ویولت   | ۱۹۵۲–۱۹۶۲           | ۱۵۹ (۲۵۹) | ۰۰۵ 0(۱۸) | ۰۰۱ ۰۰(۲)   | 0۱۳ 0(۱۲) | ۰۰۱ ۰۰(۲)  | ۱۷۹ (۲۹۳) |
| ۵  | جرج بست      | ۱۹۶۳–۱۹۷۴           | ۱۳۷ (۳۶۱) | 0۲۱ 0(۴۶) | ۰۰۹ 0(۲۵)   | 0۱۱ 0(۳۴) | ۰۰۱ ۰۰(۴)  | ۱۷۹ (۴۷۰) |
| ۷  | جو اسپنس     | ۱۹۱۹–۱۹۳۳           | ۱۵۸ (۴۸۱) | ۰۰۰ ۰۰(۰) | ۰۰۰ ۰۰(۰)   | ۰۰۰ ۰۰(۰) | ۰۰۰ ۰۰(۰)  | ۱۵۸ (۴۸۱) |
| ۷  | رایان گیگز   | ۱۹۹۱–۲۰۱۴           | ۱۱۴ (۶۷۲) | 0۱۲ 0(۷۴) | 0۱۲ 0(۴۱)   | 0۲۹ (۱۵۷) | ۰۰۱ 0(۱۹)  | ۱۶۸ (۹۶۳) |
| ۹  | مارک هیوز    | ۱۹۸۳–۱۹۸۶ ۱۹۸۸–۱۹۹۵ | ۱۲۰ (۳۴۵) | 0۱۷ 0(۴۶) | 0۱۶ 0(۳۸)   | ۰۰۹ 0(۳۳) | ۰۰۱ ۰۰(۵)  | ۱۶۳ (۴۶۷) |
| ۱۰ | پل اسکولز    | ۱۹۹۴–۲۰۱۱ ۲۰۱۲–۲۰۱۳ | ۱۰۷ (۴۹۹) | 0۱۳ 0(۴۹) | ۰۰۹ 0(۲۱)   | 0۲۶ (۱۳۴) | ۰۰۰ 0(۱۵)  | ۱۵۵ (۷۱۸) |

### جوایز بازیکنان

#### توپ طلای اروپا
بازیکنان ذیل در زمانی که در منچستر یونایتد بازی می‌کرده‌اند، موفق به کسب توپ طلای اروپا شده‌اند:
- دنیس لا - ۱۹۶۴
- بابی چارلتون - ۱۹۶۶
- جرج بست - ۱۹۶۸
- کریستیانو رونالدو - ۲۰۰۸

#### کقش طلای اروپا
بازیکنان ذیل در زمانی که در منچستر یونایتد بازی می‌کرده‌اند، موفق به کسب کفش طلای اروپا شده‌اند:
- کریستیانو رونالدو (۳۱ گل) - ۲۰۰۸

#### بهترین بازیکن یوفا
بازیکنان ذیل در زمانی که در منچستر یونایتد بازی می‌کرده‌اند، موفق به کسب عنوان بهترین بازیکن سال یوفا شده‌اند:
- دیوید بکهام - ۱۹۹۹
- کریستیانو رونالدو - ۲۰۰۸

#### بازیکن سال فوتبال جهان
بازیکنان ذیل در زمانی که در منچستر یونایتد بازی می‌کرده‌اند، موفق به کسب عنوان بازیکن سال فوتبال جهان شده‌اند:
- کریستیانو رونالدو - ۲۰۰۸

#### جایزه پوشکاش فیفا
بازیکنان ذیل در زمانی که در منچستر یونایتد بازی می‌کرده‌اند، موفق به کسب جایزه پوشکاش فیفا شده‌اند:
- کریستیانو رونالدو - ۲۰۰۹

### نقل و انتقالات

#### بیشترین هزینه خرید بازیکن
|    | بازیکن          | از تیم        | مبلغ             | تاریخ        |
| -- | --------------- | ------------- | ---------------- | ------------ |
| ۱  | پل پوگبا        | یوونتوس       | ۸۹٫۳ میلیون پوند | اوت ۲۰۱۶     |
| ۲  | هری مگوایر      | لسترسیتی      | ۸۰ میلیون پوند   | اوت ۲۰۱۹     |
| ۳  | روملو لوکاکو    | اورتون        | ۷۵ میلیون پوند   | ژوئیه ۲۰۱۷   |
| ۴  | آنخل دی ماریا   | رئال مادرید   | ۵۹٫۷ میلیون پوند | اوت ۲۰۱۴     |
| ۵  | ارون وان-بیساکا | کریستال پالاس | ۵۰ میلیون پوند   | ژوئن ۲۰۱۹    |
| ۶  | فرد             | شاختار دونتسک | ۴۷ میلیون پوند   | ژوئن ۲۰۱۸    |
| ۶  | برونو فرناندز   | اسپورتینگ     | ۴۷ میلیون پوند   | ژانویه ۲۰۲۰  |
| ۸  | نمانیا ماتیچ    | چلسی          | ۴۰ میلیون پوند   | ژوئیه ۲۰۱۷   |
| ۹  | خوان ماتا       | چلسی          | ۳۷٫۱ میلیون پوند | ژانویه ۲۰۱۴  |
| ۱۰ | آنتونی مارسیال  | موناکو        | ۳۶ میلیون پوند   | سپتامبر ۲۰۱۵ |

#### بیشترین مبلغ فروش بازیکن

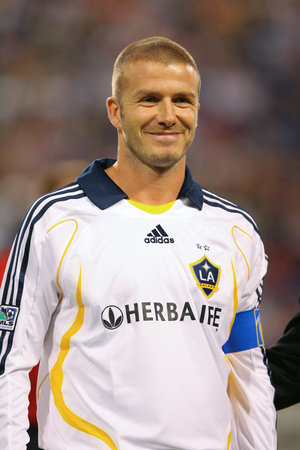
دیوید بکهام در سال ۲۰۰۳، به مبلغ ۲۵ میلیون پوند به رئال مادرید فروخته شد.

|    | بازیکن            | به تیم       | مبلغ              | تاریخ        |
| -- | ----------------- | ------------ | ----------------- | ------------ |
| ۱  | کریستیانو رونالدو | رئال مادرید  | ۸۰ میلیون پوند    | ژوئیه ۲۰۰۹   |
| ۲  | روملو لوکاکو      | اینتر میلان  | ۷۴ میلیون پوند    | اوت ۲۰۱۹     |
| ۳  | آنخل دی ماریا     | پاری سن ژرمن | ۴۴٫۳ میلیون پوند  | اوت ۲۰۱۵     |
| ۴  | دیوید بکام        | رئال مادرید  | ۲۴٫۵ میلیون پوند  | ژوئن ۲۰۰۳    |
| ۵  | مورگان اشنایدرلین | اورتون       | ۲۴ میلیون پوند    | ژانویه ۲۰۱۷  |
| ۶  | ممفیس دپای        | لیون         | ۱۶ میلیون پوند    | ژانویه ۲۰۱۷  |
| ۷  | دنی ولبک          | آرسنال       | ۱۶ میلیون پوند    | سپتامبر ۲۰۱۴ |
| ۸  | یاپ استام         | لاتزیو       | ۱۵٫۲۵ میلیون پوند | اوت ۲۰۰۱     |
| ۹  | خوان سباستین ورون | چلسی         | ۱۵ میلیون پوند    | اوت ۲۰۰۳     |
| ۱۰ | دیلی بلیند        | آژاکس        | ۱۴ میلیون پوند    | ژوئیه ۲۰۱۸   |

## رکوردهای مربیان
- نخستین سرمربی تمام‌وقت: جک رابسون – رابسون ۶ سال و ۱۰ ماه سرمربی تیم منچستر یونایتد بود (از ۲۸ دسامبر ۱۹۱۴) تا این‌که در سال ۱۹۲۱ به دلیل بیماری سینه‌پهلو مجبور به بازنشستگی شد.[۳۷]
- رکورد طولانی‌ترین مدت سرمربیگری: الکس فرگوسن – ۲۶ سال و ۱۹۴ روز (۱٬۵۰۰ بازی) (۶ نوامبر ۱۹۸۶–۱۹ مهٔ ۲۰۱۳)[۳۸][۳۹][۴۰]